# マリア・テレサ・デ・ボルボーン・イ・バリャブリガ
マリア・テレサ・デ・ボルボーン・イ・バリャブリガ（María Teresa de Borbón y Vallabriga, 1779年3月6日（または1780年1月16日） - 1828年11月24日）は、スペイン宰相マヌエル・デ・ゴドイの妻。第15代チンチョン女伯。

## 生涯
スペイン王子ルイス・アントニオと、アラゴン貴族マリア・テレサ・デ・バリャブリガ・イ・ロハスの次女として、ベラダで生まれた。父ルイス・アントニオは大司教も務めた元聖職者であったが、王位継承に野心を見せたことからカルロス3世に疎まれ、宮廷から遠ざけられていた人物であった。また、マリア・テレサ・デ・バリャブリガが王侯出身でないために結婚は貴賤結婚とされ、2人の間に生まれた子供たちは庶子扱いを受けていた。
1785年にルイス・アントニオが亡くなると、妹マリア・ルイサはサン・クレメンテ修道院へ入れられた。カルロス3世によって、顔も知らぬ貴族の元へ嫁がされるのを防ぐためであった。しかし1797年、姉のマリア・テレサはカルロス4世と王妃マリア・ルイサ・デ・パルマの仲介により、ゴドイと結婚した。マリア・テレサは長い間、「ゴドイに血筋の良い配偶者をあてがい、彼の地位を高めるため」マリア・ルイサから結婚を強制された犠牲者であると見なされてきたが、現在の歴史家の認識は別のところにある。結婚によってマリア・テレサと家族は年金を得、また初代ボアディリャ・デル・モンテ侯爵、第15代チンチョン伯といった称号を獲得し、スペイン貴族（グランデ）の一員となったのである。そしてマリア・テレサの同母兄ルイス・マリアはトレド大司教、セビリア大司教を務めることになった。
しかし、結婚生活は屈辱的なものであった。ゴドイは地位と、王妃との愛人関係のカムフラージュのためにマリア・テレサを娶ったのであり、幼妻には無関心であった。彼は王妃との関係と並行してペピータ・トゥドー（『裸のマハ』『着衣のマハ』のモデルともされる）を熱愛し、正妻・愛人ペピータを同じ家に住まわせていたのだった。
1800年10月、マリア・テレサは一人娘カルロッタ・ルイサを生んだ。洗礼式ではカルロス4世が代父を務め、式をトレド大司教が司ったほどであったが、ゴドイは赤ん坊をサルのようだと侮蔑した。
1823年、自由主義的な立場であったマリア・テレサは、同年の兄ルイス・マリアの死去で後ろ盾を失い、パリへ亡命した。亡命先では実妹マリア・ルイサ、その夫でサン・フェルナンド公と落ち合った。亡命中のマリア・テレサは貧窮し、手持ちの宝石を売り払い、生活していたという。1828年10月、マリア・テレサはがんのため急逝した。妻の死から間もなくして、ゴドイは長年の愛人ペピータと正式に結婚した。